# Frans J. Huss
Frans Johan Vilhelm Huss, född 8 september 1830 i Lidköping, död 7 mars 1912 i Stockholm, var en svensk redaktör. 

## Biografi
Huss, som var son till provinsialläkaren Johan Axel Huss, studerade vid Skara högre allmänna läroverk 1843–1849 och blev student vid Uppsala universitet 1850. Han tillhörde Västgöta nation, vars sånganförare han var under några år, men tvingades av hälsoskäl att avbryta sina studier och kom att i sin hembygd verka som privatlärare och lärare vid Mariestads elementarskola, där han även undervisade i musik. Han grundade där även ett under hans ledning stående musiksällskap samt blev en mycket anlitad pianolärare. 
År 1862 kom Huss till Stockholm för att bli assistent vid sin svågers, professor Oskar Theodor Sandahls medicinsk-pneumatiska anstalt i Stockholm 1862. Då denna anstalt av ekonomiska skäl 1876 upphörde, startade han tillsammans med Georges Beer Huss & Beers musikhandel i Stockholm, men utträdde ur denna firma redan 1878. Han var medarbetare i Svensk Musiktidning 1881–1883, dess medredaktör 1884 samt redaktör och utgivare från 1885 till sin död. Huss är begravd på Norra begravningsplatsen utanför Stockholm.

### Redaktörskap
- Svensk musiktidning : nordiskt musikblad. Stockholm: Huss & Beers musikhandel. 1900–1912. Libris 1880253. https://runeberg.org/svmusiktid/ - Redaktör och utgivare.

### Översättningar
- Dostojevskij, Fjodor (1890). Vid rouletten : berättelse. Stockholm: F. & G. Beijers Bokf.-aktb. Libris 1622099
- Grunddragen till musikens historia : jemte öfversigt af svenska musikens historia / öfversättning och bearbetning från tyskan. Mariestad: Karström. 1861. Libris 2053122